# Post-vac
Het begrip post-vac (of post-vac-syndroom, post-vaccin-syndroom, post-vax of long-vax) wordt gebruikt in samenhang met lang aanhoudende klachten die enigszins overeenkomen met long covid-klachten. Het begrip geeft geen gedefinieerde ziekte of aanduiding aan. Er is geen oorzakelijke samenhang gevonden tussen de corona-vaccinatie tegen COVID-19 en de aan het post-vac toegeschreven klachten, zoals het chronischevermoeidheidssyndroom, orthostatische hypotensie en long covid-achtige klachten. Post-vac is nog weinig onderzocht. 
In Duitsland heeft het academisch ziekenhuis van Giessen en Marburg (Universitätsklinikum Giessen und Marburg - UKGM) een behandelings- en onderzoekscentrum opgezet voor het post-vac-syndroom. 

## Het veiligheidsbericht van het Paul-Ehrlich-Instituut
Het Duitse Paul-Ehrlich-Instituut (PEI) publiceert elk kwartaal een veiligheidsbericht over de meldingen van vermoedelijke corona-vaccins bijwerkingen en complicaties m.b.t. de goedgekeurde COVID-19-vaccins en het PEI beoordeelt deze meldingen. In het veiligheidsbericht van 7 september 2022, dat een tijdvak beslaat van 27 december 2020 (het begin van de vaccinatiecampagne in Duitsland) tot 30 juni 2022, verwijst het PEI voor het eerst naar het begrip post-vac-syndroom en onderzoekt de meldingen over lang aanhoudende klachten na vaccinatie. Men stelde vast dat chronische vermoeidheid, posturaal orthostatisch tachycardiesyndroom en long covid-achtige klachten na een vaccinatie niet vaker voorkwamen dan op grond van de normale incidentie verwacht kan worden.

## Karl Lauterbach en het post-vac-syndroom
Dr. Karl Lauterbach (voormalig CDU lid en sinds 2001 lid van de SPD), de Duitse minister van Volksgezondheid, noemde in een ZDF-interview van 12 maart 2023 de kans op corona-vaccinatie-schade en het post-vac-syndroom. Lauterbach gaf aan dat er geen medicijn beschikbaar was, en ook geen behandelingsmethode. Hij beloofde financiële hulp voor de slachtoffers.

## Observaties in Duitsland
Het Paul-Ehrlich-Institut (PEI) meldde in juni 2023 dat op 31 maart 2023 ongeveer de helft van de wereldwijd gemelde gevallen van Long Covid-achtige symptomen na Covid-19 vaccinatie afkomstig waren uit Duitsland. Van eind december 2020 tot eind maart 2023 kwamen daar 1452 meldingen binnen over long covid-achtige symptomen na een, soms langer geleden, covid-inenting ("Post-Vac-Syndrom"). Veelal zijn die meldingen niet systematisch en ontbreekt informatie over de duur van de symptomen en/of de tijd sinds de inenting en werd er geen differentiaaldiagnose gesteld, waardoor die gevallen niet trefzeker beoordeeld kunnen worden. Met enige zekerheid vond men 0,76 verdachte meldingen per 100.000 inentingen.